# موریس تدی
موریس تدی (انگلیسی: Maurice Thédié؛ ۲۹ ژانویهٔ ۱۸۹۶ – ۲ ژوئیهٔ ۱۹۴۴) بازیکن فوتبال اهل فرانسه بود.
از باشگاه‌هایی که در آن بازی کرده‌است می‌توان به باشگاه فوتبال ستاره سرخ و باشگاه ورزشی آمیان اشاره کرد.
وی همچنین در تیم ملی فوتبال فرانسه بازی کرده‌است.